# 李家道

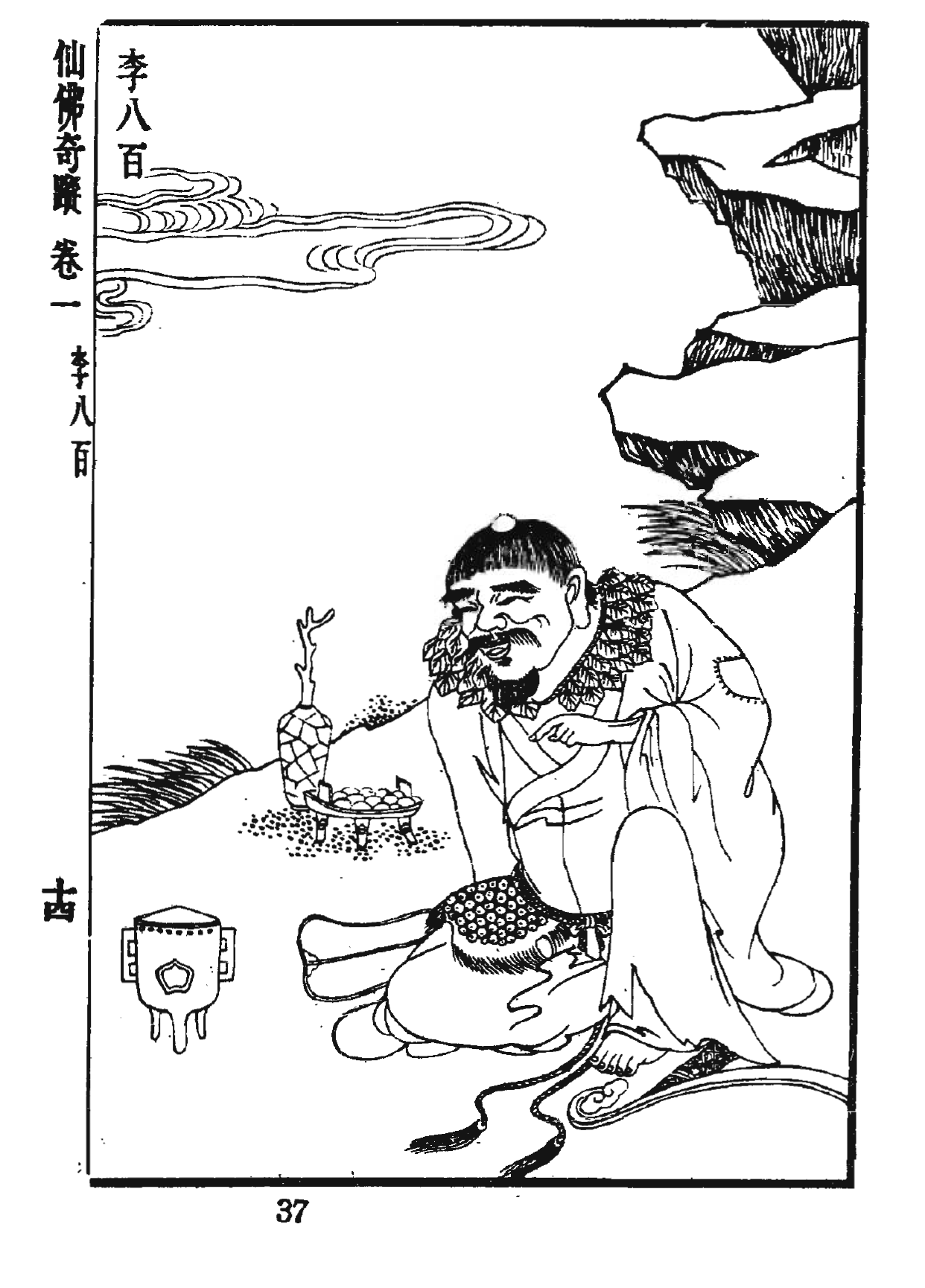
李八百，洪应明《仙佛奇踪》中的插图

李家道是魏晋时期兴起的一个道教派别，活跃于江南一带。其创始人是蜀中人李阿，李宽，其名称来自所崇奉的神仙“李八百”。
李家道最初活动于蜀中，在吴大帝时传入江南，号称徒众上千，“布满江表”。據《抱朴子．道意》記載：吴大帝时，蜀中有李阿者，穴居不食，传世见之，号为八百岁公。李寬創立的李家道，創建修道齋戒之室，稱之為廬，其道法有祝水及三部符導引日月行炁，服食神藥，吞氣斷穀。信奉李家道的公卿官吏，雲集其門，避役吏民為李寬弟子者近千人。李家道和天师道很相似，用符水为人治病。
从东晋晋明帝太宁元年（323年）开始，直到隋炀帝大业十年（615年），发生了很多起托名李家道的道徒李弘之名起事的事件。寇谦之在《老君音诵诫经》中说：“天下纵横迫逆者众，称名李弘，岁岁有之。”